# VD 18
Das VD 18 (Kurzform für Verzeichnis der im deutschen Sprachraum erschienenen Drucke des 18. Jahrhunderts) ist eine im Aufbau befindliche retrospektive deutsche Nationalbibliografie für Drucke des 18. Jahrhunderts. Nach Abschluss des Projekts wird das VD 18 alle zwischen 1701 und 1800 im deutschen Sprachraum oder in deutscher Sprache erschienenen Drucke verzeichnen. Damit wird das VD 18 eine umfassende virtuelle Nationalbibliothek des 18. Jahrhunderts bereitstellen. Bislang (Stand: Mai 2024) wurden 242.000 Monographien, 13.000 mehrbändige Werke und ca. 3.700 Zeitschriften erfasst und digitalisiert.

## Retrospektive Nationalbibliografien
Die Gründung einer Nationalbibliothek sowie die systematische Erfassung der deutschen Literaturproduktion in einer Nationalbibliografie erfolgte in Deutschland später als in anderen europäischen Ländern. Historisch bedingt existiert keine Sammlung älterer deutscher Literatur an einer zentralen Stelle, sondern sie ist auf verschiedene Standorte verteilt. Der gezielte Aufbau von fünf Sammelzentren für die Druckwerke von 1450 bis 1912 wird durch das kooperative Erwerbungsprogramm Sammlung Deutscher Drucke (SDD) gesteuert. Die Lücken in der bibliographischen Verzeichnung sollen durch die nachträgliche (retrospektive) Erschließung deutscher Drucke im Rahmen verschiedener nationalbibliografischer Vorhaben geschlossen werden: das VD 16 (1501–1600), das VD 17 (1601–1700) und das VD 18 (1701–1800).
Das VD 18 unterscheidet sich in mehrfacher Hinsicht von seinen Vorgängerprojekten. Die wichtigste Neuerung stellt die von Projektbeginn an eingeplante komplette Digitalisierung der erfassten Titel dar. Auch für die Bearbeitung der Drucke wurde ein anderes Vorgehen gewählt. Im VD 16 und VD 17 werden sämtliche bekannten Exemplare einer Ausgabe in den verschiedenen Bibliotheken nachgewiesen. In das VD 18 hingegen wird nur ein Exemplar pro Ausgabe aufgenommen, das an einer ausgewählten Bibliothek erschlossen wird. Auf diese Weise wird zum einen dem Anstieg der Buchproduktion im 18. Jahrhundert Rechnung getragen, zum anderen die mehrfache Digitalisierung identischer Exemplare verhindert.
Die beteiligten Bibliotheken erfassen die ihnen zugewiesenen Ausgaben nicht im Rahmen einer projektspezifischen Datenbank, sondern in der ihnen eigenen Verbundumgebung. Das hat den Vorteil, dass die Drucke in den beteiligten Bibliotheken kooperativ parallel katalogisiert und digitalisiert werden können und danach sofort in den OPACs – sowie über Datenaustausch im Karlsruher Virtuellen Katalog (KVK), im WorldCat, im Zentralen Verzeichnis Digitalisierter Drucke und in der VD18-Datenbank – recherchierbar sind. Durch die Zusammenarbeit verschiedener Bibliotheken wird zudem sichergestellt, dass bei der Katalogisierung von Zeitschriftentiteln Bände, die in einer Bibliothek fehlen, durch den Bestand eines anderen VD18-Teilnehmers ergänzt werden können. In der Zeitschriftendatenbank (ZDB) sind die Zeitschriften dann in kompletter Folge digital verfügbar.

## Entwicklung und Ziele
Den Anstoß zum VD 18 gab ein von der DFG gefördertes Rundgespräch zur Erschließung und Digitalisierung der deutschen Drucke des 18. Jahrhunderts an der Universitäts- und Landesbibliothek Sachsen-Anhalt in Halle. In Folge dieses Treffens wurde eine Machbarkeitsstudie angeregt, die Klaus Haller 2007 vorlegte. Auf der Basis dieser Ergebnisse sowie der Empfehlung des DFG-Unterausschusses für Kulturelle Überlieferung und des Ausschusses „Wissenschaftliche Bibliotheken und Informationssysteme“ (AWBI) befürwortete die DFG den Beginn der Pilotphase im Jahr 2009. Unter der Leitung von Manfred Thaller vom Institut für Historisch-Kulturwissenschaftliche Informationsverarbeitung der Universität zu Köln wurde eine Koordinierungsdatenbank entwickelt. Die Datenbank besteht aus Gesamtabzügen der VD18-relevanten Titel aus den fünf größten Bibliotheksverbünden Deutschlands. Durch einen Algorithmus werden identische Ausgaben zu einem Datenset zusammengefasst. Anschließend wird jedes Set zur Bearbeitung an eine Bibliothek vergeben, um die mehrfache Erfassung eines Titels zu verhindern. Unter der Führung der ULB Halle beteiligten sich fünf Bibliotheken an der dreijährigen Pilotphase:
- Staatsbibliothek zu Berlin – Preußischer Kulturbesitz,
- Sächsische Landesbibliothek – Staats- und Universitätsbibliothek Dresden,
- Niedersächsische Staats- und Universitätsbibliothek Göttingen,
- Universitäts- und Landesbibliothek Sachsen-Anhalt,
- Bayerische Staatsbibliothek München.

Die Testphase verfolgte das Ziel, verbindliche Standards für die Katalogisierung, die Digitalisierung sowie die Erschließung der Digitalisate mit Strukturdaten zu erarbeiten sowie allgemeine Sätze für die Tagesleistung in diesen drei Bereichen festzulegen. Aufbauend auf den Erfolgen der ersten Förderphase (mehr als 110.000 Drucke)  begann 2014 die VD18-Hauptphase, der sich acht weitere Bibliotheken anschlossen. Mit dem zweiten Abschnitt ab 2016 erhöhte sich die Zahl der teilnehmenden Bibliotheken auf 21. Seit dem dritten Abschnitt der Hauptphase können alle Bibliotheken, die über eine größere Anzahl noch nicht digitalisierter Drucke und Zeitschriften des 18. Jahrhunderts verfügen, einen Antrag an die DFG stellen, um mit einem Projekt zum VD 18 beizutragen. Die Koordinierung und Federführung liegen seit Ende der Pilotphase bei der Staats- und Universitätsbibliothek Göttingen.
Das VD 18 wird nach Abschluss des Projekts die deutsche bzw. deutschsprachige Literaturproduktion des 18. Jahrhunderts umfassend dokumentieren. Die Voraussetzung dafür bildet eine gründliche Autopsie der relevanten Werke, um abweichende Ausgaben eines Titels zu identifizieren und aufzunehmen. Dem 18. Jahrhundert wird als Zeitalter der Aufklärung, des Absolutismus, des Sturm und Drang und der beginnenden Klassik eine bedeutende Rolle für die deutsche Geschichte zugeschrieben. Das VD 18 ist somit eine wichtige digitale Sammlung für die Quellen dieser Epoche – auch jenseits des bekannten literarischen Kanons.

## Umfang und Inhalt
Während das VD 16 etwa 106.000 und das VD 17 circa 270.000 Werke umfasst, spiegelt sich die Zunahme der Buchproduktion im 18. Jahrhundert auch in der geschätzten Menge von ca. 600.000 Druckschriften für das VD 18 wider. Einbezogen werden alle zwischen 1701 und 1800 in deutscher Sprache oder im deutschen Sprachraum erschienen Drucke, jedoch keine Notendrucke (Musica practica), Landkarten, Faksimiles, Mikroformen und Nachdrucke. Die Erschließung der Werke orientiert sich an folgenden Regelvorgaben und Standards:
- Machbarkeitsstudie von Klaus Haller
- RAK-WB
- RAK-WB: Präzisierung und Ergänzungen für das VD 17
- Empfehlungen der Arbeitsgemeinschaft Alte Drucke beim GBV (AAD)
- RDA-Regeln für Alte Drucke (seit 2016)
- Normdaten nach der Gemeinsamen Normdatei (GND)
- Sacherschließung nach der Liste der Gattungsbegriffe der AAD
- DFG-Praxisregeln Digitalisierung
- METS-Profil des DFG-Viewers

Alle bisher katalogisierten Titel sind über die VD18-Datenbank abrufbar, die von der Verbundzentrale des Gemeinsamen Bibliotheksverbunds betreut wird. Der Zugriff auf die digitalisierten Volltexte erfolgt über den Datenbankeintrag der digitalen Ausgabe. Von dort wird man auf die Webseite derjenigen Bibliothek weitergeleitet, die den Titel im Rahmen des VD 18 erfasst hat. Die Datenbank ist somit ein wichtiges Hilfsmittel für alle Forscher, die zum alten Buch oder zum 18. Jahrhundert arbeiten.